# 藤井正雄 (仏教学者)
藤井 正雄（ふじい まさお、1934年2月26日-2018年6月9日）は、日本の宗教学者、大正大学名誉教授、浄土宗僧侶。宗教学専攻。

## 経歴
1934年、東京生まれ。大正大学文学部哲学科で学び、1957年に卒業。同大学大学院に進学し、1963年に博士課程を単位取得退学。
同1963年より大正大学講師。後に、助教授、教授に昇格。1997年から2000年まで文学部長を務めた。2005年に大正大学を定年退任し、名誉教授となった。2001～2002年には、ハーバード大学ライシャワー研究所客員研究員。浄土宗勧学。文学博士（学位論文「祖先祭祀の儀礼構造と民族」）
学界では、日本生命倫理学会会長、また京都大学再生医科学研究所倫理委員会委員。2018年遷化。

## 受賞・栄典
- 1973年：日本宗教学会賞を受賞。論文「仏教儀礼の構造比較」に対して。

## 著作
著書
- 『現代人の信仰構造 宗教浮動人口の行動と思想』評論社　日本人の行動と思想　1974
- 『ご利益さま』ごま書房　1974
- 『仏壇と供養 仏壇の祀り方と先祖供養の仕方』永岡書店　1980
- 『仏事の基礎知識』講談社　1985
- 『日本人とご利益信仰』講談社　もんじゅ選書 1986
- 『お盆のお経 仏説盂蘭盆経』講談社　1987
- 『骨のフォークロア』弘文堂　シリーズ・にっぽん草子　1988
- 『お墓のすべてがわかる本』プレジデント社　1991
- 『祖先祭祀の儀礼構造と民俗』弘文堂　1993
- 『お葬式いま・むかしQ&A なむブックス<お葬式あれこれ>質問箱』浄土宗出版室編　浄土宗　1998
- 『死と骨の習俗』双葉社　ふたばらいふ新書 2000
- 『盂蘭盆経』講談社　萩原秀三郎写真 2002
- 『戒名のはなし』吉川弘文館　歴史文化ライブラリー 2006
- 『現代人の死生観と葬儀』岩田書院 (発売)　2010

共編著
- 『仏教儀礼辞典』東京堂出版　1977
- 『浄土宗の諸問題』雄山閣　1978
- 『仏教葬祭大事典』花山勝友、中野東禅共著. 雄山閣, 1980
- 『お経浄土宗』編著　講談社　1983
- 『日本仏教の儀礼 その形と心』編著　桜楓社　儀礼文化叢書 1983
- 『仏教行事儀礼書式大事典』雄山閣　1983
- 『神事の基礎知識 これだけは知っておきたい』講談社　1987
- 『葬儀を考える』編著　筑摩書房　こころの本 1990
- 『法名戒名揮毫宝典』飯島太千雄共編・岸本磯一書　東京堂出版　1991
- 『家族と墓』シリーズ比較家族 義江彰夫・孝本貢共編　早稲田大学出版部　1993
- 『葬祭仏教 その歴史と現代的課題』浄土宗総合研究所・伊藤唯真共編　ノンブル　1997
- 『Q&A墓地・納骨堂をめぐる法律実務』長谷川正浩共編　新日本法規出版　2001
- 『わたしだけの般若心経読み書き手本』石飛博光・杉本健吉共著　小学館　2002
- 『仏教再生への道すじ』勉誠出版　2004

翻訳
- 『文化変化の動態 アフリカにおける人種関係の研究』マリノフスキー著 理想社　1963

## 参考
- bookweb
- 藤井正雄名誉教授 略歴・業績目録 (藤井正雄教授退任記念号) 宗教学年報 2005